# Marisa Mell
Marisa Mell, vlastním jménem Marlies Theres Moitzi (24. února 1939 Štýrský Hradec – 16. května 1992 Vídeň) byla rakouská herečka. Absolvovala vídeňský Max Reinhardt Seminar, v roce 1954 debutovala ve filmu Das Licht der Liebe. Hrála ve zfilmování Švejka, které natočil v roce 1960 západoněmecký režisér Axel von Ambesser, a v koprodukčních filmech Po francouzsku a Casanova '70. Uzavřela smlouvu v Hollywoodu, ale prosadila se především v horrorech, detektivkách a erotických filmech italské produkce nebo v televizním seriálu Mystery Science Theater 3000. Vystupovala v muzikálu Vincente Minnelliho Mata Hari, hrála také v divadle Vienna’s English Theatre, pózovala pro časopis Playboy, věnovala se zpěvu a malířství. Zemřela na rakovinu, jmenuje se po ní ulice Marisa-Mell-Gasse ve vídeňské čtvrti Liesing.